# Bolszoje Iwanowskoje (obwód wołogodzki)
Bolszoje Iwanowskoje (ros. Большое Ивановское) – wieś w Rosji, w rejonie szeksnińkim obwodu wołogodzkiego. W 2010 r. liczyła 14 mieszkańców.